# La Espero
"La Espero" ("A Esperança") é um poema escrito por L. L. Zamenhof (1859-1917), o iniciador do Esperanto. Foi publicado pela primeira vez em 1890, no livro Tutmonda Lingvo Esperanto por Rusoj, em 1890. O poema é frequentemente considerado como o hino do movimento esperantista.  
A melodia mais conhecida, composta por Ménil, de caráter quase militar, não foi a ária pela qual o poema de Zamenhof era inicialmente cantado. A primeira melodia foi composta em 1891, pelo sueco Claes A. Adelsköld. Outra melodia foi publicada em 1903, na revista britânica The Esperantist (Vol. 1, No. 1), composição de Achille Motteau (esperantisto 6266).  
Durante o primeiro Congresso Universal de Esperanto, na França, ocorrido em 1905, foram propostas duas melodias: a composta por Adelsköld e a de Ménil. Nenhuma delas foi aceita, de modo definitivo, como o hino oficial do Esperanto. O texto final da discussão dizia apenas que "...tomamos a decisão de adiar o pedido pela criação de um hino universal para ser considerado no próximo congresso". A melodia composta pelo belga Félicien Menu de Ménil, no modelo de "marcha triunfal", se tornou a mais famosa, apesar de não ter sido oficialmente aprovada a incorporação no Congresso Universal de Esperanto.  

## Tradução para o Português
| En la mondon venis nova sento, tra la mondo iras forta voko; per flugiloj de facila vento nun de loko flugu ĝi al loko. Ne al glavo sangon soifanta ĝi la homan tiras familion: al la mond' eterne militanta ĝi promesas sanktan harmonion. Sub la sankta signo de l' espero kolektiĝas pacaj batalantoj, kaj rapide kreskas la afero per laboro de la esperantoj. Forte staras muroj de miljaroj inter la popoloj dividitaj; sed dissaltos la obstinaj baroj, per la sankta amo disbatitaj. Sur neŭtrala lingva fundamento, komprenante unu la alian, la popoloj faros en konsento unu grandan rondon familian. Nia diligenta kolegaro en laboro paca ne laciĝos, ĝis la bela sonĝo de l' homaro por eterna ben' efektiviĝos. | Surgiu no mundo um novo sentimento, Pelo mundo ecoa um forte chamado; Pelas asas de um vento favorável, Que ele voe agora, por todos os lugares. Não é à espada sedenta de sangue, Que ele arrasta a família humana: Para o mundo, sempre em guerra, Ele promete a santa harmonia. Sob o santo símbolo da esperança, Reúnem-se os guerreiros da paz; E rapidamente cresce a causa, Através da luta dos trabalhadores da esperança. Fortes jazem muros milenares, Entre os povos, todos divididos; Mas se romperão as persistentes barreiras, Pelo santo amor derrubadas. Tendo por base uma língua neutra, Compreendendo-se uns aos outros, Os povos farão parte, em consenso, De um só grande círculo familiar. Nossa diligente irmandade, Na luta pela paz, não se cansará; Até que o belo sonho da humanidade De ter a eterna benção se realize. |

## Versão de J. B. de Mello e Souza
Uma tradução em Português do poema La Espero, realizada por J. B. de Mello e Souza, foi publicada um mês após a morte de Zamenhof, na revista Brazila Esperantisto (Esperantista Brasileiro)(ano 8, números 3-4-5, março-maio de 1917, pág. 6).
A Esperança
Surge agora um novo sentimento,

Pelo mundo corre um forte brado!

Que nas asas de um propício vento,

Pelo mundo seja divulgado.

Esse ideal jamais verá na Terra

Rubro sangue ou negra tirania;

Às nações eternamente em guerra

Só promete paz e harmonia.

Sob o santo emblema da Esperança

Vinde vós, ó nobres paladinos,

E mui breve o mundo a paz alcança,

Da concórdia ouvindo alegres hinos.

Se há barreiras, fortes, seculares,

Entre os povos sempre divididos,

Cairão da guerra esses altares

Pelo amor somente destruídos.

Quando houver o mútuo entendimento

Da Babel caindo o mal profundo,

Surgirá de tal congraçamento

Uma só família sobre o mundo.

Da Esperança o exército disperso,

Pugnará em luta gloriosa,

Até quando a Paz sobre o Universo

Dominar p'ra sempre vitoriosa!